# Liste der Naturschutzgebiete im Landkreis Mainz-Bingen
Im rheinland-pfälzischen Landkreis Mainz-Bingen gibt es 48 Naturschutzgebiete.
| Name                                      | Bild                         | Kennung                   | Kreis                                         | Einzelheiten | Position | Fläche Hektar | Datum |
| ----------------------------------------- | ---------------------------- | ------------------------- | --------------------------------------------- | --- | -------- | ------------- | ----- |
| Fulder Aue–Ilmen Aue                      |                              | 339016 WDPA: 81703        | Landkreis Mainz-Bingen                        | Gaulsheim, Ingelheim am Rhein Teil der Rheinniederung im Überschwemmungsbereich des Rheins mit den Inseln Fulder Aue und Ilmen Aue und den Wasserflächen dazwischen | ⊙        | 338,08        | 1995  |
| Sandlache                                 |                              | 339027 WDPA: 82490        | Landkreis Mainz-Bingen                        | Ingelheim am Rhein Wasser- und Wasserwechselbereiche, Weich- und Hartholzaue, feuchte und trockene Wiesen | ⊙        | 57,66         | 1979  |
| Gau-Algesheimer Kopf                      |                              | 339028 WDPA: 81715        | Landkreis Mainz-Bingen                        | Gau-Algesheim Laubmischwald und Gebüsch | ⊙        | 46,55         | 1980  |
| Kisselwörth und Sändchen                  | BW                           | 339029 WDPA: 82068        | Landkreis Mainz-Bingen                        | | ⊙        | 73,48         | 1981  |
| Hinter der Mortkaute                      |                              | 339041 WDPA: 81882        | Landkreis Mainz-Bingen                        | Dietersheim Feuchtgebiet, Lebensraum von Wat- und Wasservögeln, Lurchen und Kriechtieren. | ⊙        | 18,61         | 1982  |
| Michelröder                               | BW                           | 339047 WDPA: 82164        | Landkreis Mainz-Bingen                        | | ⊙        | 5,99          | 1983  |
| Große Viehweide                           | BW                           | NSG-7300-054 WDPA: 81764  | Landkreis Mainz-Bingen                        | | ⊙        | 18,31         | 1983  |
| Morgenbachtal                             |                              | 339072 WDPA: 164692       | Landkreis Mainz-Bingen                        | Trechtingshausen, Weiler bei Bingen Tal mit Felsen, Blockhalden und Hangschuttflächen. Schlucht-, Auen- und Trockenhangwald. | ⊙        | 793,37        | 1984  |
| Jakobsberg                                |                              | 339077 WDPA: 82013        | Landkreis Mainz-Bingen                        | Ockenheim | ⊙        | 33,05         | 1985  |
| Sandgrube am Weilersberg                  |                              | 339081 WDPA: 165308       | Landkreis Mainz-Bingen                        | Ingelheim am Rhein aufgelassene Sandgrube und angrenzende Flächen mit feuchten, wechselfeuchten und trockenen Bereichen | ⊙        | 9,87          | 1983  |
| Fischsee                                  | BW                           | 339087 WDPA: 163107       | Landkreis Mainz-Bingen, Landkreis Alzey-Worms | Gimbsheim, Guntersblum ehemaliger Altrheinarm mit Überschwemmungszonen, Feuchtwiesen und Wasserflächen | ⊙        | 81,62         | 1987  |
| Eiskarb                                   | BW                           | 339106 WDPA: 162902       | Landkreis Mainz-Bingen                        | Oppenheim, Nierstein Auwälder im Überschwemmungsgebiet des Rheins mit temporären Gewässern und Flachwasserzonen sowie Röhricht- und Schilfbeständen | ⊙        | 6,81          | 1989  |
| Oppenheimer Wäldchen                      |                              | 339107 WDPA: 164946       | Landkreis Mainz-Bingen                        | Oppenheim Auwälder im Überschwemmungsgebiet des Rheins mit Altrhein, ehemaliger Flussrinne und temporären Gewässern und Flachwasserzonen sowie Röhricht- und Schilfbeständen | ⊙        | 23,62         | 1989  |
| Thalberg                                  | BW                           | 339122 WDPA: 165873       | Landkreis Mainz-Bingen                        | Bubenheim Randbereich der Selzniederung mit von Böschungen, Trockenmauern, Lesesteinhaufen, Steinschutt- und Steingrusflächen durchsetzten Brachen; Weinbergsflächen mit Trockengebüschen; warme und trockene Rasensaumgesellschaften                                                                                        | ⊙        | 9,27          | 1990  |
| Hahnheimer Bruch                          |                              | 339123 WDPA: 163480       | Landkreis Mainz-Bingen, Landkreis Alzey-Worms | Wörrstadt, Hahnheim, Sörgenloch Bereich der Selzniederung mit naturnahem Bachlauf, Gräben, Gehölzbeständen, Schilfröhrichten, Seggenrieden, Feuchtwiesen und -brachen und grundfeuchten Ackerflächen | ⊙        | 50,34         | 1990  |
| Der Hohenberg                             |                              | 339124 WDPA: 162726       | Landkreis Mainz-Bingen                        | Nieder-Olm, Sörgenloch Bereich der Selzniederung mit naturnahem Bachlauf, Gräben, Gebüschen und Baumreihen sowie mit naturnahen Böschungen und Rainen; reichstrukturierte Hangbereiche; liegt im LSG „Selztal“ | ⊙        | 32,12         | 1990  |
| Woogwiesen-Bruchwiesen                    |                              | 339125 WDPA: 166362       | Landkreis Mainz-Bingen                        | Stadecken-Elsheim, Essenheim Abschnitt der Selzniederung mit naturnahem Bachlauf, Gehölzen, Schilfröhricht und Nassbrachen sowie grundfeuchten und zeitweilig überschwemmten Grünland- und Ackerflächen; liegt im LSG „Selztal“                                                                                              | ⊙        | 40,13         | 1990  |
| Herrenweide                               | BW                           | 339126 WDPA: 163651       | Landkreis Mainz-Bingen                        | Undenheim, Friesenheim, Weinolsheim Bereich der Selzniederung mit naturnahem Bachlauf, Gehölzbeständen, Hochstaudensäumen, Mähwiesen, Nassbrache und Schilfbeständen sowie grundfeuchten Ackerflächen; liegt im LSG „Selztal“                                                                                                | ⊙        | 21,52         | 1990  |
| Gartenwiese                               |                              | 339127 WDPA: 163199       | Landkreis Mainz-Bingen                        | Groß-Winternheim, Schwabenheim an der Selz Bereich der Selzniederung mit naturnahem Bachlauf, Auwaldrelikten und sonstigen Gehölzbeständen einschl. Kopfbäumen, Stillgewässern, Schilfröhrichten und Nassbrachen, überwiegend grundfeuchten und zeitweilig überschwemmten Grünland- und Ackerflächen; liegt im LSG „Selztal“ | ⊙        | 39,39         | 1990  |
| Im Mayen                                  |                              | 339130 WDPA: 163877       | Landkreis Mainz-Bingen                        | Engelstadt Abschnitt der Selzniederung mit naturnahem Bachlauf, großflächigem Schilfröhricht und Nassbrachen, Gehölzen, Kopfbäumen, temporären Flachwasserbereichen sowie grundfeuchten, häufig überschwemmten Grünland- und Ackerflächen; liegt im LSG „Selztal“                                                            | ⊙        | 16,63         | 1990  |
| In der Au                                 |                              | 339131 WDPA: 163903       | Landkreis Mainz-Bingen                        | | ⊙        | 28,86         | 1990  |
| Bingerwiese                               |                              | 339132 WDPA: 162419       | Landkreis Mainz-Bingen                        | | ⊙        | 19,2          | 1990  |
| Am Laurenzihof                            |                              | 339133 WDPA: 162169       | Landkreis Mainz-Bingen                        | | ⊙        | 18,36         | 1990  |
| Im Flößrich-Gänsklauer                    |                              | 339134 WDPA: 163862       | Landkreis Mainz-Bingen                        | | ⊙        | 4,17          | 1990  |
| Am Totenweg                               |                              | 339135 WDPA: 162191       | Landkreis Mainz-Bingen                        | | ⊙        | 6,81          | 1990  |
| Hollerheck                                | BW                           | 339142 WDPA: 163770       | Landkreis Mainz-Bingen                        | | ⊙        | 16,37         | 1990  |
| Gau-Algesheimer Kopf – Erweiterung        |                              | 339143 WDPA: 163202       | Landkreis Mainz-Bingen                        | Gau-Algesheim Eichen-Hainbuchenwald mit kleinen Stillgewässern und feuchten Senken | ⊙        | 29,5          | 1990  |
| Horn bei Zotzenheim                       | BW                           | 339161 WDPA: 163795       | Landkreis Mainz-Bingen                        | | ⊙        | 64,1          | 1991  |
| Haderaue-Königsklinger Aue                |                              | 339177 WDPA: 163469       | Landkreis Mainz-Bingen                        | | ⊙        | 35,5          | 1992  |
| Wißberg                                   | BW                           | 339178 WDPA: 166339       | Landkreis Mainz-Bingen                        | | ⊙        | 31,24         | 1992  |
| Am Rothen Sand                            |                              | 339180 WDPA: 162181       | Landkreis Mainz-Bingen                        | | ⊙        | 67,65         | 1994  |
| Lennebergwald                             |                              | 339190 WDPA: 164434       | Landkreis Mainz-Bingen                        | | ⊙        | 284,42        | 1996  |
| Rothenberg                                | Naturschutzgebiet Rothenberg | 339201 WDPA: 319010       | Landkreis Mainz-Bingen                        | | ⊙        | 14,49         | 1999  |
| Hangflächen südöstlich Heidesheim         |                              | 339206 WDPA: 555514065    | Landkreis Mainz-Bingen                        | Ingelheim am Rhein reich strukturierter Kulturlandschaftsbereich u. a. mit offenen Sandflächen, Sandkiefernheiden, Trockenwald, obstbaulich genutzten Flächen, Streuobstwiesen, naturnahen Quell- und Gewässerbereichen, Hohlwegen und Hecken                                                                                | ⊙        | 151,61        | 2002  |
| Steinbruch am Farrenberg                  | BW                           | NSG-7300-207 WDPA: 319143 | Landkreis Mainz-Bingen                        | | ⊙        | 16,41         | 2002  |
| Hangflächen um den Heidesheimer Weg       |                              | 339214 WDPA: 318502       | Landkreis Mainz-Bingen                        | | ⊙        | 334,76        | 2003  |
| Nordausläufer Westerberg                  |                              | 339215 WDPA: 318862       | Landkreis Mainz-Bingen                        | | ⊙        | 180,41        | 2003  |
| Ingelheimer Dünen und Sande               |                              | 339216 WDPA: 318603       | Landkreis Mainz-Bingen                        | | ⊙        | 101,86        | 2003  |
| Wiesen am Hirtenborn                      |                              | 339-218 WDPA: 329720      | Landkreis Mainz-Bingen                        | | ⊙        | 253,08        | 2004  |
| Mainzer Sand Teil II                      |                              | 7315-055 WDPA: 164558     | Mainz, Landkreis Mainz-Bingen                 | Mombach, Gonsenheim, Budenheim Kalkflugsandgebiet mit offenen Kalkflugsandflächen, Dünen, Sandpionierfluren, Sandheiden, Brachflächen, Streuobstwiesen, Einzelgehölzen, Alt- und Totholz | ⊙        | 793,02        | 1997  |
| Höllenberg                                |                              | 7315-056 WDPA: 163764     | Mainz, Landkreis Mainz-Bingen                 | Finthen, Ingelheim am Rhein Offene Sandflächen, Sandpionierfluren, Sandheiden, Sandkiefernheiden, Streuobstwiesen, Brachflächen, Alt- und Totholz und Einzelgehölze | ⊙        | 151,47        | 1995  |
| Laubenheimer-Bodenheimer Ried             |                              | 7315-057 WDPA: 164388     | Mainz, Landkreis Mainz-Bingen                 | Laubenheim, Bodenheim Feuchtwiesen und Röhricht- sowie Wiesenflächen, Halbtrockenrasen, Dämme und höherliegende Geländeteile, Teiche und Gräben | ⊙        | 85,43         | 1982  |
| Erweiterung Laubenheimer-Bodenheimer Ried | BW                           | 7315-058 WDPA: 318375     | Mainz, Landkreis Mainz-Bingen                 | Laubenheim, Bodenheim Extensivgrünland, insbesondere Stromtal-, Nass- und Feuchtwiesen, außerdem naturnahe Fließrinnen und Kleingewässer sowie Sukzessions- und Extensivackerflächen | ⊙        | 98,94         | 1998  |
| Wiesen am Layenhof – Ober-Olmer Wald      |                              | 7339-225                  | Mainz, Landkreis Mainz-Bingen                 | Mainz, Ingelheim am Rhein, Nieder-Olm Magerwiesen und Trockenrasen, Gehölze; im Ober-Olmer Wald unter anderem Laubwälder und orchideenreiche Trockenrasen | ⊙        | 533           | 2017  |
| Legende für Naturschutzgebiet             |                              |                           |                                               | |          |               |       |